# Barcroft-Inseln
Die Barcroft-Inseln sind eine Gruppe kleiner Inseln und Rifffelsen im Archipel der Biscoe-Inseln westlich der Loubet-Küste des Grahamlands im Norden der Antarktischen Halbinsel. Sie erstrecken sich unmittelbar südlich der Watkins-Insel über eine Länge von 8 km. Zu ihnen gehören Alcheh Island, Bedford Island, Hervé Island, Leppe Island, Irving Island, St. Brigid Island und St. Isidore Island.
Kartiert wurden sie anhand von Luftaufnahmen der Falkland Islands and Dependencies Aerial Survey Expedition (1956–1957). Das UK Antarctic Place-Names Committee benannte sie 1960 nach dem britischen Mediziner Joseph Barcroft (1872–1947), einem Pionier in der Erforschung der Auswirkungen großer Höhen und kalter Temperaturen auf die menschliche Physiologie.